# Jonathan Pryce
Jonathan Pryce CBE (Carmel, 1947. június 1. –) kétszeresen Tony-díjas brit színész.

## Élete és pályafutása
Az 1970-es években Pryce a Royal Shakespeare Companyvel lépett fel. 1980-ban Kent játszotta az Üvegtörőkben, majd kis, de annál jelentősebb szerepet kapott a Galaxis útikalauz stopposoknak rádiójátékának 12. epizódjában.
Miután 1983-ban eljátszotta a Martin Luther, Heretic tévéfilm címszerepét és feltűnt az Ian McEwan forgatókönyvéből készült The Ploughman's Lunch-ban, Pryce megkapta Sam Lowry szerepét Terry Gilliam 1985-ös Brazil című filmjében. Pryce a rendezővel való jó kapcsolatának köszönhetően feltűnt Gilliam további két filmjében is: Münchausen báró kalandjai (1989) és Grimm (2005).
Kisebb visszhangot váltott ki, hogy ő alakíthatott a Miss Saigon eredeti Broadway-produkciójában egy olyan szereplőt, akit a tiltakozók szerint egy ázsiainak kellett volna eljátszania, mivel a szereplő is ázsiai. Mindazonáltal alakítása Tony-díjat hozott számára.
Pryce töltötte be 1993/1994-ben az Infiniti amerikai televíziós reklámjai szóvivőjének szerepét. Ezeket a reklámokat a Saturday Night Live 1993. decemberi adásában parodizálták; Mike Myers utánozta Pryce-t, amint - autók helyett - luxusvécéket ajánlott megvételre.
Jonathan Pryce bebizonyította sokszínűségét olyan szerepekkel, mint a Glengarry Glen Ross James Lingkje, az Evita Juan Peronja, Elliot Carver, A holnap markában gonosz médiamogulja, vagy Swann kormányzó A Karib-tenger kalózai-trilógiában. 1995-ben elnyerte a legjobb színésznek járó díjat a Cannes-i filmfesztiválon, Lytton Strachey megformálásáért A festőnő szerelmei című filmben.
A Ki vagy, doki? 1999-es Doctor Who and the Curse of Fatal Death című paródiájában Masterként nyújtott alakítását a kritikusok lelkesen fogadták. Elsősorban azért, mert remekül eltalált szatirikus hangvétellel eleveníti fel a szereplő korábbi megjelenéseit.
2006 januárjában John Lithgowt váltotta Lawrence Jameson szerepében A riviéra vadorzói musicalváltozatában.

## Magánélete
1974-ben feleségül vette Kate Fahy színésznőt, akitől három gyereke született. 
2009-ben megkapta a Brit Birodalom Rendje kitüntetés parancsnoki fokozatát (CBE).

## Filmográfia

### Film
| Év   | Magyar cím                                   | Eredeti cím                                            | Szerep                                 | Magyar hang            | Rendező              |
| ---- | -------------------------------------------- | ------------------------------------------------------ | -------------------------------------- | ---------------------- | -------------------- |
| 1976 | Elkárhozottak utazása                        | Voyage of the Damned                                   | Joseph Manasse                         | Cs. Németh Lajos       | Stuart Rosenberg     |
| 1976 | Elkárhozottak utazása                        | Voyage of the Damned                                   | Joseph Manasse                         | Kolovratnik Krisztián  | Stuart Rosenberg     |
| 1980 | Üvegtörők                                    | Breaking Glass                                         | Ken                                    | Fazekas István         | Brian Gibson         |
| 1981 | Kasszasiker                                  | Loophole                                               | Taylor                                 | Papucsek Vilmos        | John Quested         |
| 1983 | Gonosz lélek közeleg                         | Something Wicked this Way Comes                        | Mr. Dark                               | Vass Gábor             | Jack Clayton         |
| 1983 |                                              | The Ploughman's Lunch                                  | James Penfield                         |                        | Richard Eyre         |
| 1985 | Brazil                                       | Brazil                                                 | Sam Lowry                              | Forgács Gábor          | Terry Gilliam        |
| 1985 | Brazil                                       | Brazil                                                 | Sam Lowry                              | Rába Roland            | Terry Gilliam        |
| 1985 | A doktor és az ördögök                       | The Doctor and the Devils                              | Robert Fallon                          |                        | Freddie Francis      |
| 1986 | Nászéjszaka kísértetekkel                    | Haunted Honeymoon                                      | Charles Abbot                          | R. Kárpáti Péter       | Gene Wilder          |
| 1986 | Nászéjszaka kísértetekkel                    | Haunted Honeymoon                                      | Charles Abbot                          | Breyer Zoltán          | Gene Wilder          |
| 1986 | Spiclik, sipirc!                             | Jumpin' Jack Flash                                     | Jack                                   |                        | Penny Marshall       |
| 1987 | Testőr kereszttűzben                         | Man on Fire                                            | Michael                                | Sinkovits-Vitay András | Élie Chouraqui       |
| 1988 |                                              | Consuming Passions                                     | Mr. Farris                             |                        | Giles Foster         |
| 1988 | Münchausen báró kalandjai                    | The Adventures of Baron Munchausen                     | Horatio Jackson őkegyelmessége         | Végvári Tamás          | Terry Gilliam (2)    |
| 1988 | Münchausen báró kalandjai                    | The Adventures of Baron Munchausen                     | Horatio Jackson őkegyelmessége         | Kassai Károly          | Terry Gilliam (2)    |
| 1989 | Hódító PC-ABC                                | The Rachel Papers                                      | Norman                                 | Dörner György          | Damian Harris        |
| 1989 | Hódító PC-ABC                                | The Rachel Papers                                      | Norman                                 | Tarján Péter           | Damian Harris        |
| 1992 | Glengarry Glen Ross                          | Glengarry Glen Ross                                    | James Lingk                            | Rosta Sándor           | James Foley          |
| 1992 | Freddie és Nessie kalandjai                  | Freddie as F.R.O.7                                     | Trilby (hangja)                        | Halmágyi Sándor        | Jon Acevski          |
| 1993 |                                              | Dark Blood                                             | Harry                                  |                        | George Sluizer       |
| 1993 | Az ártatlanság kora                          | The Age of Innocence                                   | Rivière                                | Horányi László         | Martin Scorsese      |
| 1994 | Csalóka                                      | A Business Affair                                      | Alec Bolton                            |                        | Charlotte Brändström |
| 1994 | Egy troll New Yorkban                        | A Troll in Central Park                                | Alan                                   | Varga Gábor            | Don Bluth            |
| 1994 | Egy troll New Yorkban                        | A Troll in Central Park                                | Alan                                   | Varga Gábor            | Gary Goldman         |
| 1994 | Haláli füles                                 | Deadly Advice                                          | Dr. Ted Philips                        | Kőszegi Ákos           | Mandie Fletcher      |
| 1994 |                                              | Great Moments in Aviation                              | Duncan Stewart                         |                        | Beeban Kidron        |
| 1994 |                                              | Shopping                                               | Conway                                 |                        | Paul Anderson        |
| 1995 | A festőnő szerelmei                          | Carrington                                             | Lytton Strachey                        | Kulka János            | Christopher Hampton  |
| 1995 | A festőnő szerelmei                          | Carrington                                             | Lytton Strachey                        | Dunai Tamás            | Christopher Hampton  |
| 1996 | Evita                                        | Evita                                                  | Juan Perón tábornok                    |                        | Alan Parker          |
| 1997 | A fronton túl                                | Regeneration                                           | Dr. William Rivers                     |                        | Gillies MacKinnon    |
| 1997 | A holnap markában                            | Tomorrow Never Dies                                    | Elliot Carver                          | Papp János             | Roger Spottiswoode   |
| 1998 | Ronin                                        | Ronin                                                  | Seamus O'Rourke                        | Fodor Tamás            | John Frankenheimer   |
| 1999 | Stigmata                                     | Stigmata                                               | Daniel Houseman bíboros                | Fodor Tamás            | Rupert Wainwright    |
| 1999 |                                              | Deceit                                                 | Mark                                   |                        | Claudia Florio       |
| 2001 | Ízig-vérig                                   | Very Annie Mary                                        | Jack Pugh                              | Barbinek Péter         | Sara Sugarman        |
| 2001 |                                              | Bride of the Wind                                      | Gustav Mahler                          |                        | Bruce Beresford      |
| 2001 | A királyné nyakéke                           | The Affair of the Necklace                             | Louis de Rohan bíboros                 | Forgács Gábor          | Charles Shyer        |
| 2002 | Feltétlen szeretet                           | Unconditional Love                                     | Victor Fox                             | Fülöp Zsigmond         | P. J. Hogan          |
| 2003 | A Karib-tenger kalózai: A Fekete Gyöngy átka | Pirates of the Caribbean: The Curse of the Black Pearl | Weatherby Swann kormányzó              | Harsányi Gábor         | Gore Verbinski       |
| 2003 | Miről álmodik a lány?                        | What a Girl Wants                                      | Alistair Payne                         | Harsányi Gábor         | Dennie Gordon        |
| 2004 | De-Lovely – Ragyogó évek                     | De-Lovely                                              | Gabriel                                | Végvári Tamás          | Irwin Winkler        |
| 2004 | De-Lovely – Ragyogó évek                     | De-Lovely                                              | Gabriel                                | Harsányi Gábor         | Irwin Winkler        |
| 2005 | Grimm                                        | The Brothers Grimm                                     | Delatombe                              | Barbinek Péter         | Terry Gilliam (3)    |
| 2005 | Az új világ                                  | The New World                                          | I. Jakab angol király                  |                        | Terrence Malick      |
| 2005 |                                              | Brothers of the Head                                   | Henry Couling                          |                        | Keith Fulton         |
| 2005 | Louis Pepe                                   | Brothers of the Head                                   | Henry Couling                          |                        |                      |
| 2006 | A Karib-tenger kalózai: Holtak kincse        | Pirates of the Caribbean: Dead Man's Chest             | Weatherby Swann kormányzó              | Szilágyi Tibor         | Gore Verbinski (2)   |
| 2006 | Renaissance                                  | Renaissance                                            | Paul Dellenbac                         | Harsányi Gábor         | Christian Volckman   |
| 2007 | A Karib-tenger kalózai: A világ végén        | Pirates of the Caribbean: At World's End               | Weatherby Swann kormányzó              | Szilágyi Tibor         | Gore Verbinski (3)   |
| 2008 | Bőrfejek                                     | Leatherheads                                           | CC Frazier                             | Harsányi Gábor         | George Clooney       |
| 2008 | Esti mesék                                   | Bedtime Stories                                        | Martin "Marty" Bronson                 | Tordy Géza             | Adam Shankman        |
| 2009 | Az Echelon-összeesküvés                      | Echelon Conspiracy                                     | Mueller                                | Pálfai Péter           | Greg Marcks          |
| 2009 | G. I. Joe: A kobra árnyéka                   | G.I. Joe: The Rise of Cobra                            | Elnök                                  | Perlaki István         | Stephen Sommers      |
| 2011 | Hisztéria                                    | Hysteria                                               | Dr. Robert Dalrymple                   | Berzsenyi Zoltán       | Tanya Wexler         |
| 2013 | G.I. Joe: Megtorlás                          | G.I. Joe: Retaliation                                  | elnök / Zartan                         | Perlaki István         | Jon M. Chu           |
| 2014 |                                              | Listen Up Philip                                       | Ike Zimmerman                          |                        | Alex Ross Perry      |
| 2014 | A Megváltás                                  | The Salvation                                          | Nathan Keane őrnagy                    | Kertész Péter          | Kristian Levring     |
| 2015 | Hölgy aranyban                               | Woman in Gold                                          | Rehnquist, a legfelsőbb bíróság elnöke | Szokolay Ottó          | Simon Curtis         |
| 2015 |                                              | Narcopolis                                             | Yuri Sidorov                           |                        | Justin Trefgarne     |
| 2015 |                                              | Dough                                                  | Nat                                    |                        | John Goldschmidt     |
| 2016 | A fehér király                               | The White King                                         | Fitz ezredes                           | Fodor Tamás            | Alex Helfrecht       |
| 2016 | A fehér király                               | The White King                                         | Fitz ezredes                           | Fodor Tamás            | Jörg Tittel          |
| 2017 |                                              | The Ghost and the Whale                                | Bálna                                  |                        | Anthony Gaudioso     |
| 2017 | James Gaudioso                               | The Ghost and the Whale                                | Bálna                                  |                        |                      |
| 2017 | A gyógyító                                   | The Healer                                             | Raymond Heacock                        | Barbinek Péter         | Paco Arango          |
| 2017 | A férfi mögött                               | The Wife                                               | Joe Castleman                          | Dunai Tamás            | Björn L. Runge       |
| 2017 | Az ember, aki feltalálta a karácsonyt        | The Man Who Invented Christmas                         | John Dickens                           | Szélyes Imre           | Bharat Nalluri       |
| 2018 | Az ember, aki megölte Don Quixote-t          | The Man Who Killed Don Quixote                         | Don Quixote                            | Szacsvay László        | Terry Gilliam (4)    |
| 2019 | A két pápa                                   | The Two Popes                                          | Jorge Bergoglio bíboros / Ferenc pápa  | Dunai Tamás            | Fernando Meirelles   |
| 2022 |                                              | Save the Cinema                                        | Mr. Morgan                             |                        | Sara Sugarman (2)    |
| 2022 | A múlt pengéi                                | All the Old Knives                                     | Bill Compton                           | Harsányi Gábor         | Janus Metz Pedersen  |
| 2022 | Scrooge: Karácsonyi ének                     | Scrooge: A Christmas Carol                             | Jacob Marley (hangja)                  | Fekete Zoltán          | Stephen Donnelly     |
| 2023 | Egy élet                                     | One Life                                               | Martin Blake                           |                        | James Hawes          |
| 2024 |                                              | William Tell                                           | Attinghausen                           |                        | Nick Hamm            |
| 2024 |                                              | The Penguin Lessons                                    | Timothy Buckle                         |                        | Peter Cattaneo       |
| 2025 |                                              | The Thursday Murder Club                               | Stephen Best                           |                        | Chris Columbus       |

## Színpadi szerepei
- Comedians (1975) – Gethin Price
- Miss Saigon (1989) – a Mérnök
- Oliver! (1994-es újrázás) – Fagin
- My Fair Lady (2001-es újrázás) – Higgins professzor
- A riviéra vadorzói (2006) – Lawrence Jameson